# ¿Quién me escondió los zapatos negros?
¿Quién me escondió los zapatos negros? es una obra de teatro de la compañía Teatro Aparte que se ambienta en el Chile de la década de los 70 y 80 y se transformó en una de las más icónicas y emblemáticas del teatro chileno.

## Argumento
A partir de un viaje retrospectivo, cinco personajes que cumplen treinta años de edad reviven su niñez, adolescencia y adultez en el Chile de los años 70 y 80. Con recuerdos que viajan entre episodios traumáticos y divertidos de su infancia, icónicos programas televisivos de la época como Música Libre, los divisivos años de la Unidad Popular y lo que significó vivir el tránsito de la adolescencia a la adultez en la dictadura militar de Augusto Pinochet, la obra relata de manera catártica cómo fue crecer en un Chile lleno de cambios, conflictos y grandes dolores.

## Historia
¿Quién me escondió los zapatos negros? fue estrenada el año 1991, tan solo un año después del retorno a la democracia, en el Teatro Universidad Católica de Chile. La obra generó un gran revuelo respecto a las temáticas que tocaba, siendo una de las primeras representaciones durante el regreso a la democracia que habló de la dictadura en Chile de manera directa, haciendo alusiones a la persecución política, el rol de la CNI y los detenidos desaparecidos. Así mismo, el montaje fue visto por muchos estudiantes de colegios, debido a la necesidad de explicar la época reciente de la historia de Chile de manera cercana.
La obra estuvo cuatro años en cartelera, y fue vista por más de 200.000 espectadores, considerado una hazaña para la escena nacional; además, fue adaptada tanto por varios elencos de teatro escolares regionales como en el extranjero, en Bolivia.
En 2023 se reestrena una nueva versión de la obra en Teatro UC, en el marco del aniversario número ochenta del teatro universitario, bajo la dirección de Claudia Pérez.